# Stemonoporus angustisepalus
Espèce
Classification phylogénétique
Statut de conservation UICN

 EN A1c : En danger
 Stemonoporus angustisepalus  est un arbre sempervirent endémique du Sri Lanka.

## Répartition
Endémique aux forêts persistantes basse montagne du Sri Lanka, l'espèce n'a été trouvée que dans trois localités dans le district de Ratnapura.

## Préservation
Menacé par la déforestation et l'exploitation forestière.